# 黑奴籲天錄 (舞台劇)
《黑奴籲天錄》是1907年由中國留日學生團體「春柳社」在東京演出的舞台劇，改編自曾孝谷對哈里特·伊利沙伯·比徹·斯托1858年小說《湯姆叔叔的小屋》的翻譯版本，劇情聚焦於黑奴伊萊扎與喬治的遭遇和逃亡經歷。
此劇透過隱喻手法，呼籲關注華工在美國的處境，並創新採用口語對白與寫實舞台設計。在日本本鄉座劇院兩度公演後獲得觀眾與評論界好評。雖然劇本已遺失，但其影響延續至今。憑藉技術革新與民族主義主題，此劇被視為中國現代西式戲劇的開山之作。

## 劇情概要
美國農場主謝爾比夫婦擁有包括湯姆、伊萊扎及其子哈里在內的多名黑奴。因欠下奴隸販子哈利巨債，被迫以黑奴抵債。與此同時，工廠工人喬治的辛勤成果遭主人哈里斯奪走。當他返家得知哈里將被賣給哈利時，與妻子伊萊扎相擁而泣，決意逃亡。
當夜，奴隸們趁亂集體脫逃，雖遭哈里斯等獵奴者追捕，但最終殺退追兵成功脫險。

## 創作背景
19世紀末至20世紀初，清朝在連番戰敗後展開改革。戲劇因受眾廣泛（當時多數中國人辨字率普遍不高）被視為重要宣傳工具。思想家陳獨秀1905年撰文指出：「戲劇者，普天下人之大學堂；優伶者，普天下人之大教師。」通過文化交流傳入中國的口語話劇，被認為最適合作為改革媒介。
同期大量中國學生赴日留學，人數從1896年的3人激增至1907年的八九千人。日本因費用較歐美低廉，且語言文化相近而受青睞。這些學生雖非專攻戲劇，但常透過觀劇練習語言。

## 製作過程
《黑奴籲天錄》由春柳社籌劃。該東京中國留學生團體成立於1906年末，獲日本戲劇家藤澤淺二郎指導。1907年初，劇團曾借鑒日本新派劇形式改編小仲馬《茶花女》（1852）第三幕，因演出成功，劇團決定擴大規模並招募新成員。
改編劇本由東京美術學校學生曾孝谷執筆，以林紓與魏易1901年合譯的中文版小說前五章為基礎。林紓在譯本序言中將黑奴遭遇比擬華工處境，此隱喻手法亦延用至舞台劇。當時中國戲劇多靠演員即興發揮，此劇卻罕見地採用詳細劇本。

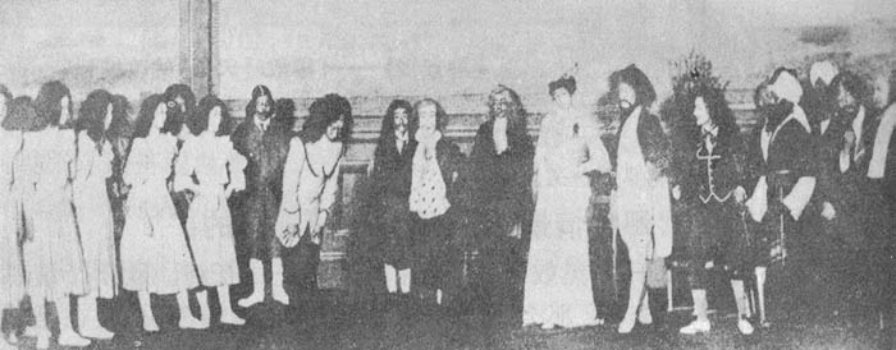
威爾遜工廠宴會場景；劇中新增多處原著未有的情節

劇情主線沿襲小說前五章後跳接第十七章。為強化隱喻，改編時調整多處：主角從湯姆轉為喬治與伊萊扎；刪除基督教元素；新增印度貴族與日本官員出席工廠宴會的情節；結局改為奴隸自主反抗（原著湯姆被虐殺），喬治夫婦與湯姆共同逃亡。戲劇學者余孝玲（2009年）指出，這些修改傳達明確訊息：「中國人必須反抗帝國主義侵略方能獲得自由。」
李叔同擔任舞台設計，透過佈景服裝鮮明區分場景與主奴身份，有別於傳統戲曲的抽象風格。全劇僅第二幕宴會穿插歌舞，摒棄獨白旁白，聚焦自然對白。春柳社成員陸鏡若1908年受訪時直言：「舊劇必亡，新劇必將為大眾所熱捧。」
因全男班演出，女性角色由男性反串（當時中國劇壇慣例）。謝抗白飾喬治，李叔同演艾米莉·謝爾比，黃喃喃飾其丈夫，歐陽予倩扮女奴。其他演員如湯姆（存吳）、伊萊扎（嚴剛）僅留藝名。劇組在藤澤指導下進行為期兩月、每週兩次的排練。

## 演出與反響

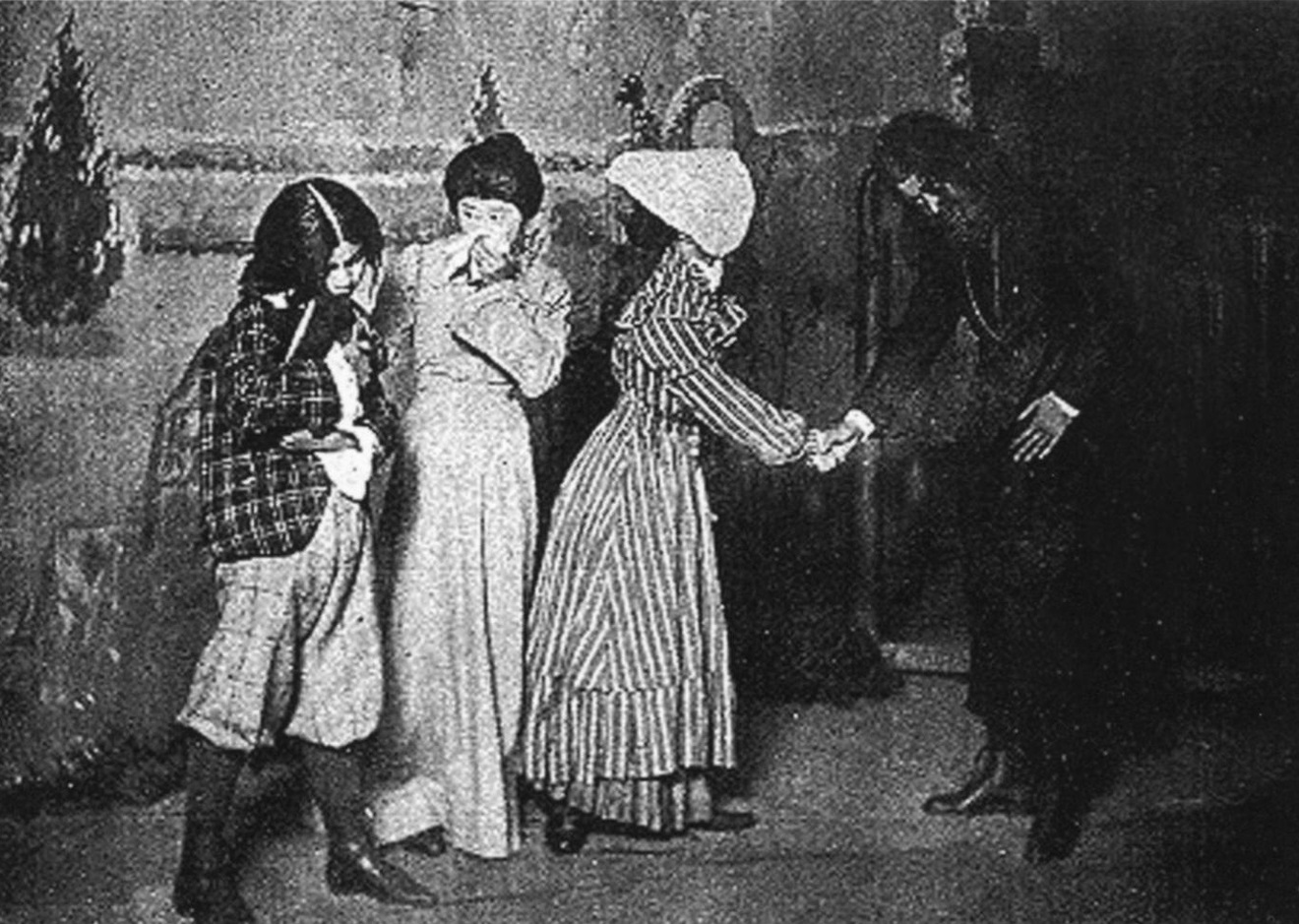
《黑奴籲天錄》演出現場（1907）

1907年5月起展開宣傳，海報呈現謝爾比賣奴、喬治夫婦相擁、獵奴搏鬥三場景及演職員表，廣告強調此劇呼籲關注受排華法案迫害的華工。海報引林紓序言：
「黃人之受虐，或較黑人尤劇。顧我國弱，護僑無力，文人又無筆述其狀。唯《黑奴籲天錄》詳載黑奴慘史……非巧於敘悲，實錄原書而已。而黃人瀕絕，悲愴尤甚。」
1907年6月1-2日於本鄉座劇院公演兩場。該劇院地處東京學區，以首演新派劇聞名，可容1500人。場租費¥500（相當於2019年¥682,000），票價¥0.50（相當於2019年¥680），前300名購票者獲贈品。歐陽予倩認為演出成功且收支平衡，當時報導稱座無虛席。
日本媒體評價甚佳，東京各大報章均刊讚譽。劇評家伊原青青園稱其舞台設計勝過日本業餘劇團，演員藤井松聲讚演技超越新派劇明星。《朝日新聞》特別肯定奴隸角色的演繹。歐陽予倩晚年稱此為「畢生最難忘經歷」，回憶觀眾「為湯姆與喬治落淚，對奴隸主咬牙切齒」。
1908年10月，王鐘聲另編版本於上海蘭心戲院上演，任天知曾考慮在上海搬演春柳社版。此版改以京劇風格演出，但保留分幕制、寫實佈景與燈光等西式元素。因幕間停頓不符傳統戲曲習慣，觀眾反應欠佳。

## 歷史地位

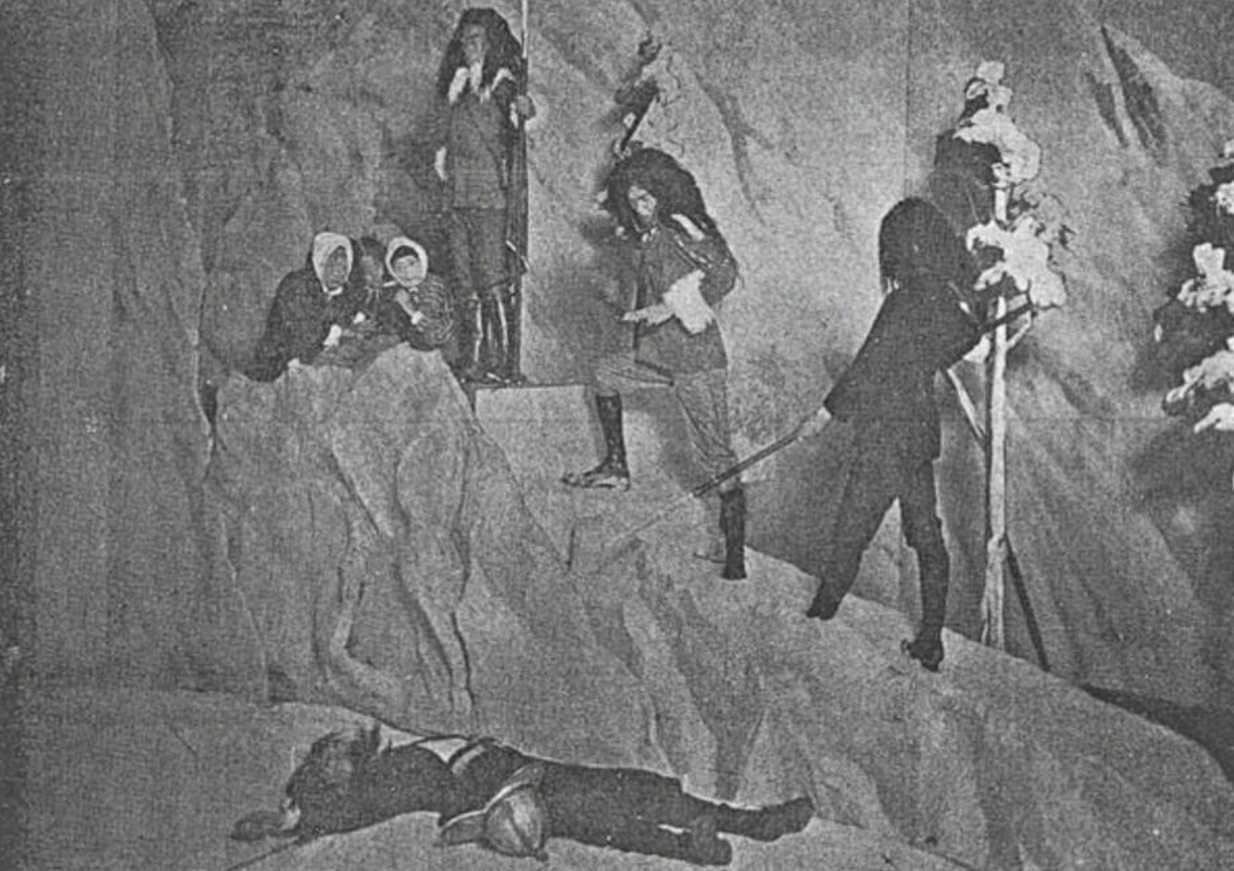
第五幕逃亡場景；其民族意識使此劇被確立為中國現代戲劇濫觴

1957年經田漢、歐陽予倩等戲劇家論證，《黑奴籲天錄》被確立為中國現代西式戲劇起點。學者劉思遠指出，此定位刻意強調民族主義作品，消除話劇起源的混雜性。雖有更早在華外僑劇團演出記錄，但對中國戲劇影響有限。早期改革者如汪笑儂在京劇《瓜種蘭因》（1904）融入西式元素，但學者戚壽華認為「春柳社1907年的變革最為自覺、全面且具革命性」。
此劇後，話劇在上海、北京、南京、蘇州等地校園劇團興起。春柳社1909年改編維克托里安·薩爾杜《托斯卡》（1852）再獲成功。成員歸國後發展出融合傳統與現代戲劇的文明戲。「新文化運動」後，受亨利克·易卜生寫實主義影響，逐漸形成純粹的話劇形式，其與傳統戲曲的核心差異在於對白全用口語。
重要周年紀念時，多有《湯姆叔叔的小屋》新改編作品致敬。1958年中國話劇五十周年，歐陽予倩編寫《黑奴恨》，強化反抗意識與階級鬥爭，批判美國種族歧視。2007年百年紀念時，上海劇作家喻榮軍創作六幕劇《籲天》，由陳薪伊執導，平行呈現中國話劇發展史與黑奴命運。北京土風劇社同期演出《尋找春柳社》，重現《黑奴籲天錄》創作歷程。

## 引用書目
- Ammirati, Megan. . Asian Theatre Journal. 2019, 36 (1): 165–188. JSTOR 26732446. doi:10.1353/atj.2019.0008.
- Jin, Li. . Modern Chinese Literature and Culture. 2012, 24 (2): 94–128. JSTOR 42940560.
- Jin, Wen. . Modern Chinese Literature and Culture. 2014, 26 (1): 105–136. JSTOR 42940474.
- Liu, Siyuan. . Asian Theatre Journal. 2006, 23 (2): 342–355. JSTOR 4137058. doi:10.1353/atj.2006.0024.
- Liu, Siyuan. . Theatre Journal. 2007, 59 (3): 411–429. JSTOR 25070065. doi:10.1353/tj.2007.0159.
- Liu, Siyuan. . TDR: The Drama Review. 2009, 53 (2): 35–50. JSTOR 25599473. doi:10.1162/dram.2009.53.2.35.
- Liu, Siyuan. . New York: Palgrave Macmillan. 2013. ISBN 978-1-137-30611-1.
- Mackerras, Colin. . Asian Theatre Journal. 2008, 25 (1): 1–23. JSTOR 27568433. doi:10.1353/atj.2008.0012.
- 欧阳, 予倩.  .  . 上海: 上海文藝出版社. 1984: 142–174 （中文）.
- Qi, Shouhua. . London and New York: Routledge. 2018. ISBN 978-1-315-44616-5.
- . 朝日新聞 (7468). 1911年6月4日: 7 （日语）.
- Yu, Shiao-Ling. . Asian Theatre Journal. 2009, 26 (1): 1–53. JSTOR 20638798. doi:10.1353/atj.0.0036.